# グリーゼ682
グリーゼ682（Gliese 682、GJ 682）は、さそり座にある赤色矮星である。みかけ上、さそり座θ星の南、およそ2度の位置にある。全天で51番目に太陽に近い恒星とされ、その距離は約16.3光年である。非常に近いにもかかわらず、視等級は10.95で、肉眼ではみることができない。
| 太陽 | グリーゼ682 |
| ---- | ----------- |
| 太陽 | Exoplanet   |

## 太陽系への接近
グリーゼ682は、秒速60kmの速さで太陽との距離を縮めており、およそ6万7千年後に太陽系に最も接近し、その時の距離はおよそ7.6光年と推定される。6.5光年以内にまで接近する確率も4割近くある。

## 惑星候補

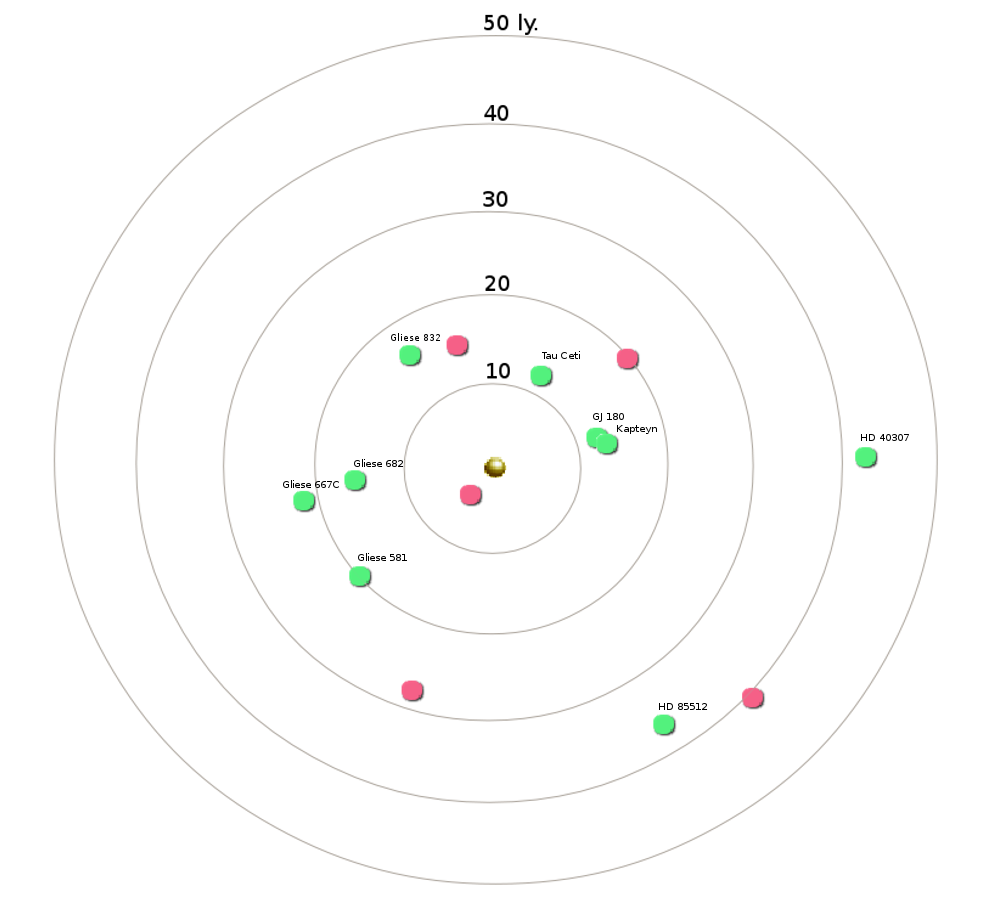
太陽系にとりわけ近い地球型の系外惑星候補。

2014年、高精度視線速度系外惑星探査装置による視線速度法の観測から、グリーゼ682の周りに系外惑星候補が2つ検出された。2つのうち、中心星の近くを公転するグリーゼ682bは、この星系のハビタブルゾーン内に位置すると見積もられている。しかし、2020年の研究ではこれらの惑星が存在するという証拠を見つけることができず、信号はおそらく恒星の活動に起因するものであると結論付けられた。
| 名称 （恒星に近い順） | 質量     | 軌道長半径 （天文単位） | 公転周期 (日) | 軌道離心率 | 軌道傾斜角 | 半径 |
| --------------------- | -------- | ----------------------- | ------------- | ---------- | ---------- | ---- |
| b (未確認)            | > 4.4 M⊕ | 0.080                   | 17.480        | 0.08       | —          | —    |
| c (未確認)            | > 8.7 M⊕ | 0.176                   | 57.32         | 0.10       | —          | —    |